# Cosmopterix eximia
Cosmopterix eximia är en fjärilsart som beskrevs av Adrian Hardy Haworth 1828. Cosmopterix eximia ingår i släktet Cosmopterix och familjen fransmalar. Inga underarter finns listade i Catalogue of Life.

## Bildgalleri

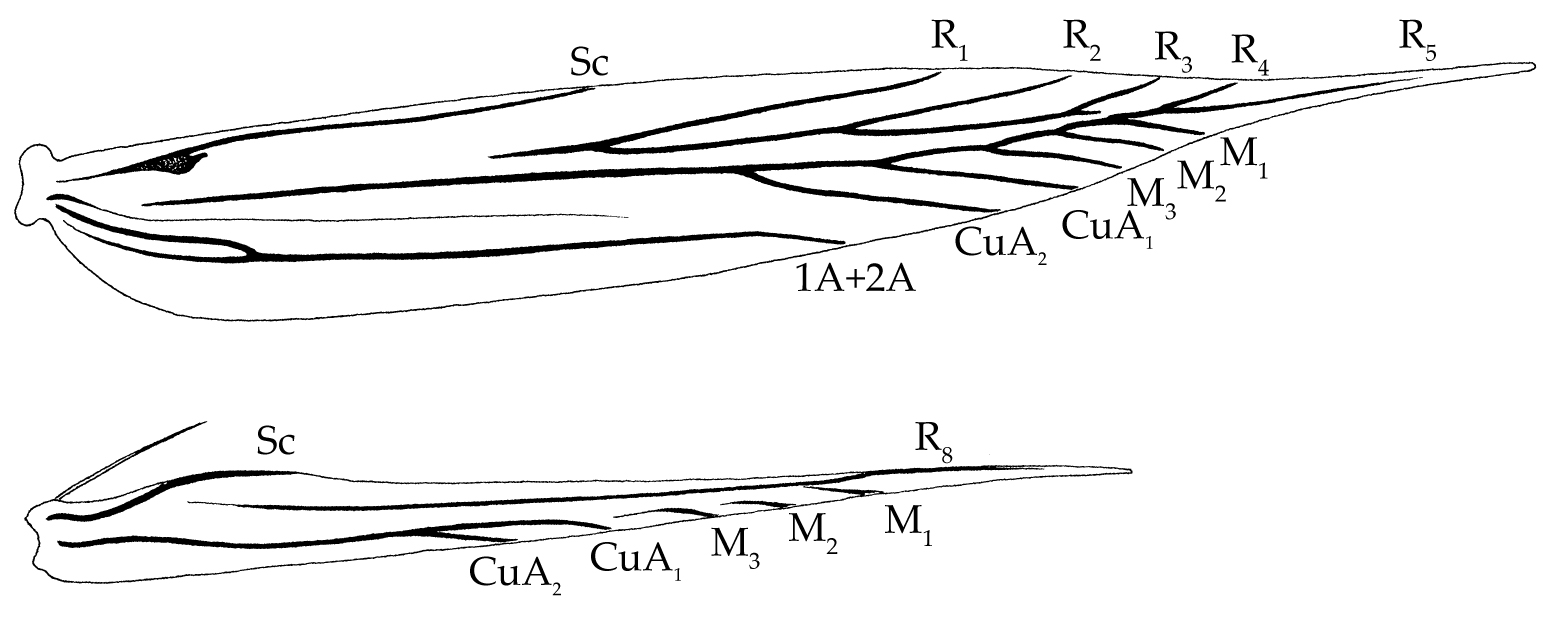